# ダヴィド・クバッキ
ダヴィド・グジェゴシ・クバッキ（Dawid Grzegorz Kubacki、ポーランド語発音: [ˈdavid kuˈbat͡ski]、1990年3月12日 - ）は、ポーランド、マウォポルスカ県ノヴィ・タルク出身のスキージャンプ選手である。2018年平昌オリンピック団体ラージヒル銅メダリスト、2022年北京オリンピック個人ラージヒル銅メダリスト。

## プロフィール
6歳からスキージャンプを始め、2004年12月にFISレースザコパネ大会で国際大会にデビューした。ワールドカップには2008年ザコパネ大会に国内枠で初参戦したが予選を通らず、以降2011/12シーズンまでポイントを獲得できなかった。
2012/13シーズンからワールドカップに定着、個人3戦目のルカ大会で初めてポイントを獲得した。2013年ノルディックスキー世界選手権代表に抜擢されてマチェイ・コット、ピオトル・ジワ、カミル・ストッフと組んだ団体ラージヒルで銅メダルを獲得した。。2014年ソチオリンピックでは個人ノーマルヒル32位であった。
2017年スキージャンプ週間の初戦・オーベルストドルフ大会で3位に入り初の表彰台を獲得。2018年平昌オリンピックでは団体ラージヒルの銅メダルを獲得した。2019年プレダッツォ大会でワールドカップ初優勝。2019年世界選手権では個人ノーマルヒルでは競技後半で激しい雪が降り続く条件により上位選手が失速し、1回目27位からの逆転優勝を果たした。また、2019/20シーズンのスキージャンプ週間では総合優勝、2020/21シーズンでは総合3位を獲得している。2022年北京オリンピックでは個人ノーマルヒルで銅メダルを獲得した。
2022/23シーズンは、ワールドカップで6勝するなど15回の表彰台を獲得し総合1位を走っていたが、妻の病気により残り4試合を欠場し、総合4位に終わった。

## 主な競技成績

### オリンピック
- 2014年ソチオリンピック ( ロシア)
  - 個人ノーマルヒル 31位
- 2018平昌オリンピック ( 韓国)
  - 個人ノーマルヒル　35位
  - 個人ラージヒル　10位
  - 団体ラージヒル　銅メダル
- 2022年北京オリンピック（ 中国）
  - 個人ノーマルヒル　銅メダル
  - 混合団体ノーマルヒル　6位
  - 個人ラージヒル　26位
  - 男子団体ラージヒル　6位

### 世界選手権
- 2013年ヴァル・ディ・フィエンメ大会 ( イタリア)
  - 個人ノーマルヒル 31位
  - 個人ラージヒル 20位
  - 団体ラージヒル 3位
- 2015年ファールン大会 ( スウェーデン)
  - 個人ノーマルヒル 29位
- 2017年ラハティ大会 ( フィンランド)
  - 個人ノーマルヒル 8位
  - 個人ラージヒル 8位
  - 団体ラージヒル 1位
- 2019年ゼーフェルト大会 ( オーストリア)
  - 個人ノーマルヒル 1位
  - 混合団体ノーマルヒル  6位
  - 個人ラージヒル 12位
  - 男子団体ラージヒル  4位
- 2021年オーベルストドルフ大会 ( ドイツ)
  - 個人ノーマルヒル 5位
  - 混合団体ノーマルヒル  6位
  - 個人ラージヒル 15位
  - 男子団体ラージヒル  3位
- 2023年プラニツァ大会 ( スロベニア)
  - 個人ノーマルヒル 5位
  - 個人ラージヒル  3位
  - 男子団体ラージヒル 4位
- 2025年トロンハイム大会 ( ノルウェー)
  - 個人ノーマルヒル 19位
  - 個人ラージヒル  15位
  - 混合団体ラージヒル 8位
  - 男子団体ラージヒル 6位

### フライング世界選手権
- 2016年バート・ミッテルンドルフ大会（ オーストリア）
  - 個人 15位
  - 団体 5位
- 2018年オーベルストドルフ大会（ ドイツ）
  - 個人 10位
  - 団体 3位
- 2020年プラニツァ大会（ スロベニア）
  - 個人 15位
  - 団体 3位
- 2022年ヴィケルスン大会（ ノルウェー）
  - 団体 5位
- 2024年バート・ミッテルンドルフ大会（ オーストリア）
  - 個人 24位
  - 団体 8位

### ジュニア世界選手権
- 2006年クラーニ大会（ スロベニア）
  - 個人 42位
  - 団体 7位
- 2009年シュトルブスケ・プレソ大会（ スロバキア）
  - 個人 33位
- 2010年ヒンターツァルテン大会（ ドイツ）
  - 個人 31位
  - 団体 5位

### ワールドカップ
- 通算11勝、2位9回、3位18回 (2024/25シーズンまで)

| シーズン | 順位 | ポイント       |
| -------- | ---- | -------------- |
| 2008/09  | .    | （予選不通過） |
| 2009/10  | .    | 0              |
| 2010/11  | .    | 0              |
| 2011/12  | .    | 0              |
| 2012/13  | 36.  | 142            |
| 2013/14  | 49.  | 87             |
| 2014/15  | 53.  | 35             |
| 2015/16  | 29.  | 182            |
| 2016/17  | 19.  | 345            |
| 2017/18  | 9.   | 633            |
| 2018/19  | 5.   | 988            |
| 2019/20  | 4.   | 1169           |
| 2020/21  | 8.   | 786            |
| 2021/22  | 27.  | 231            |
| 2022/23  | 4.   | 1592           |
| 2023/24  | 28.  | 213            |
| 2024/25  | 35.  | 122            |